# William F. M. Arny

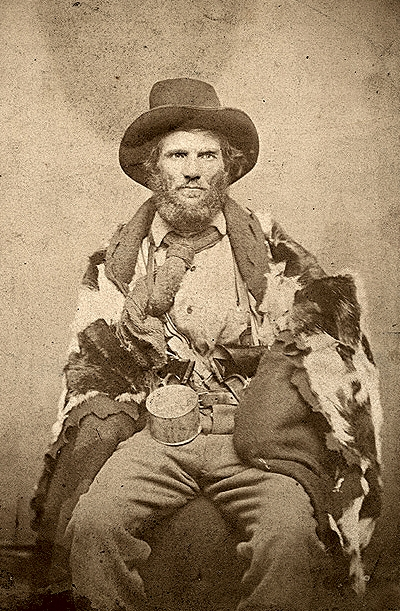
William F. M. Arny (1856)

William Frederick Milton Arny (* 6. März 1813 in Washington, D.C.; † 18. September 1881 in Topeka, Kansas) war ein US-amerikanischer Politiker und von 1865 bis 1866 zeitweise kommissarischer Gouverneur des New-Mexico-Territoriums.

## Frühe Jahre
William Arny besuchte das Bethany College im heutigen West Virginia. Danach war er für einige Zeit Sekretär von Alexander Campbell, einem damals bekannten Prediger. Im Laufe der Jahre lernte er viele der mächtigen und einflussreichen Persönlichkeiten der damaligen USA kennen. Im Jahr 1850 ließ er sich im McLean County in Illinois nieder. Dort gehörte er zu den Mitbegründern der Republikanischen Partei. Ab 1857 war er im Anderson County in Kansas ansässig. Im Jahr 1858 war er Mitglied der verfassungsgebenden Versammlung von Kansas.

## Politische Laufbahn
Ebenfalls 1858 wurde er in das Repräsentantenhaus von Kansas gewählt. In diesen Jahren verwaltete er auch die Gelder eines Hilfskomitees zur Überwindung der Folgen einer Heuschreckenplage. Im Jahr 1861 wurde Arny von Präsident Abraham Lincoln zum Staatssekretär im New-Mexico-Territorium ernannt. In dieser Eigenschaft musste er zeitweise den erkrankten Territorialgouverneur Henry Connelly vertreten. Auch nach Ablauf seines politischen Amtes blieb er in New Mexico, wo er sich in verschiedenen geschäftlichen Gebieten versuchte. Der große finanzielle Erfolg blieb ihm aber verwehrt. William Arny starb im September 1881 in Topeka auf der Heimreise von einem Besuch im Osten.